# 惠州仲恺高新技术产业开发区

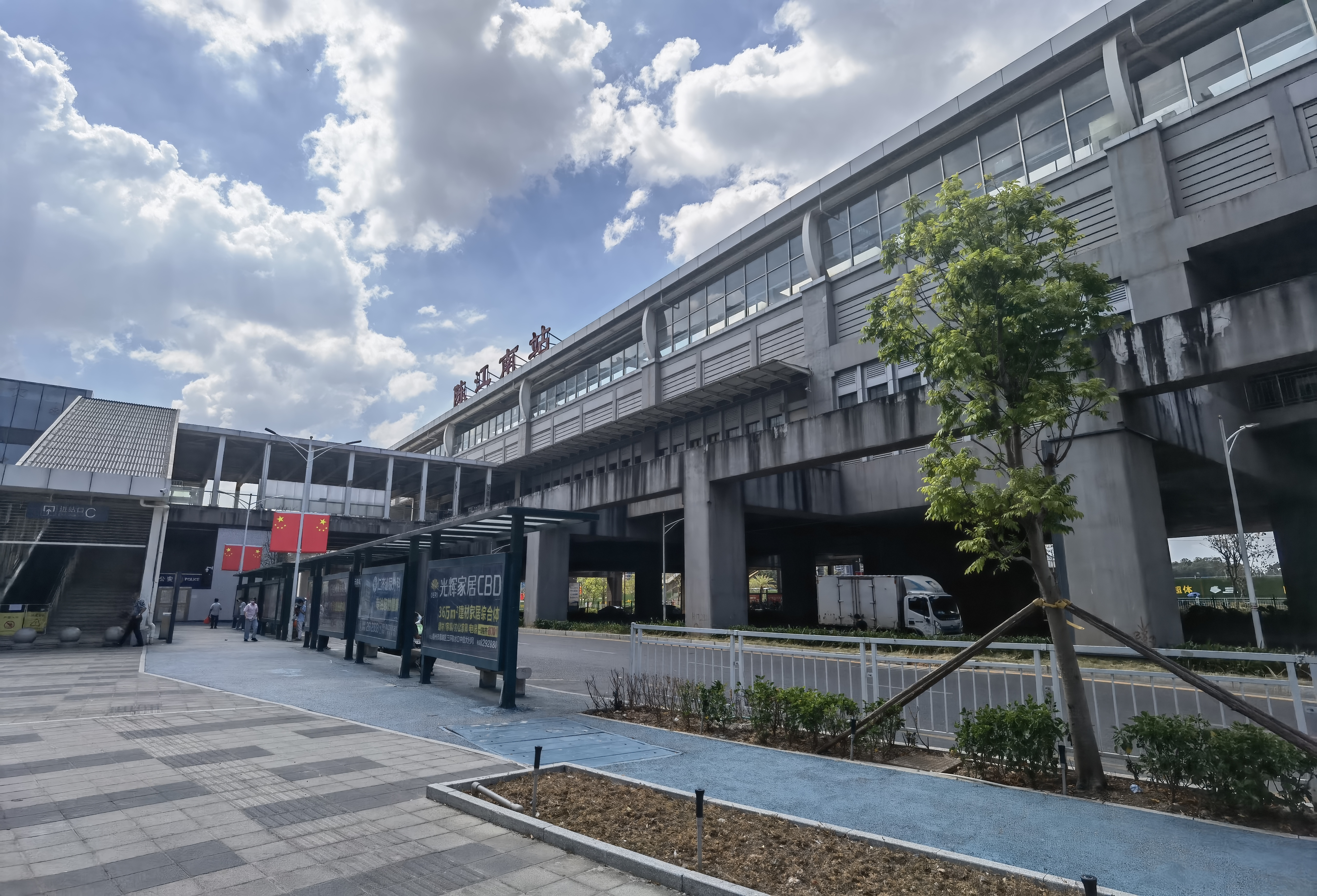
仲恺区主干道“仲恺大道”

惠州仲恺高新技术产业开发区，简称仲恺区或仲恺高新区，是中国广东省惠州市下辖的行政管理区，行政区划上属惠州市惠城区。仲恺高新区于1992年11月经国务院批准设立，是全国首批56家国家级高新区之一。

## 名称来源
仲恺高新区管辖范围内有中国国民党革命元勋之一、国民党改革派人物廖仲恺的故乡——陈江街道幸福村，为纪念廖仲恺，高新区以他的名字命名。

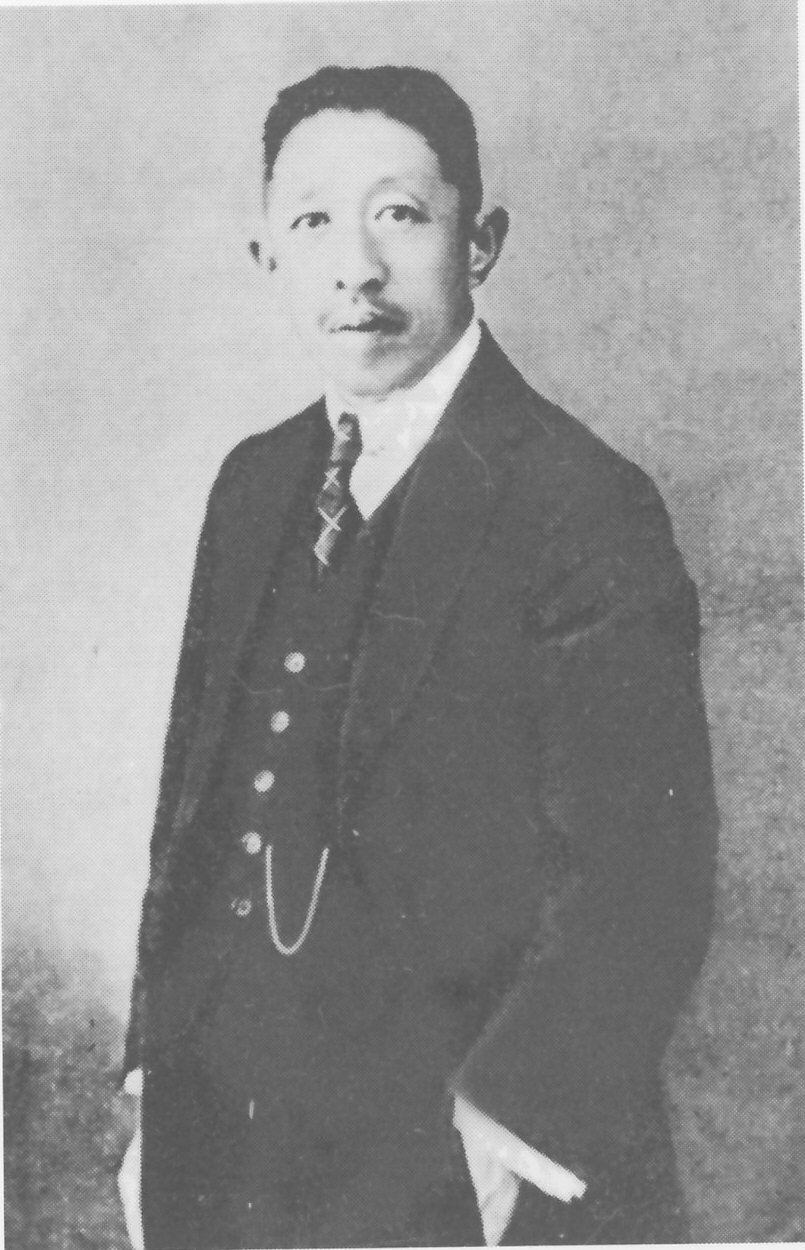
廖仲恺

## 管治框架
2010年2月，仲恺高新区启动体制机制改革创新，行使市一级经济管理权限和县(区)一级行政管理权限，建立了区一级财政管理体制。
- 中共：中国共产党仲恺高新技术产业开发区委员会
- 人大：惠城区人民代表大会
- 政府：惠州仲恺高新技术产业开发区管理委员会
- 法院：惠城区人民法院仲恺高新区人民法庭

## 行政区划
仲恺高新区目前下辖5个镇（街道）。
- 街道办事处：陈江街道、惠环街道
- 镇人民政府：沥林镇、潼侨镇、潼湖镇
- 园区管委会：惠州潼湖生态智慧区、东江高新科技产业园、惠南高新科技产业园

## 人口
2021年总人口456296人，其中户籍人口170574人，占比37.38%，流动人口为285722人，占比62.62%。

## 经济
2021年，全区生产总值达到808.43亿元，同比增长17.9%，两年平均增长8.6%；对比2019年增长17.9%。第一产业完成增加值9.15亿元，同比增长14.4%；第二产业完成增加值576.90亿元，同比增长17.7%；第三产业完成增加值222.38亿元，同比增长18.4%，三次产业结构为1.1:71.4:27.5。

### 著名企业
惠州三星仲恺工厂位于惠州市仲恺区惠环街道。工厂成立于1992年，1993年正式投产，是三星在中国的主要生产基地之一。由于面临激烈的市场竞争而业绩不佳，三星于2019年9月30日关闭三星惠州仲恺工厂，至此三星在中国大陆的手机工厂全数关闭。

## 交通

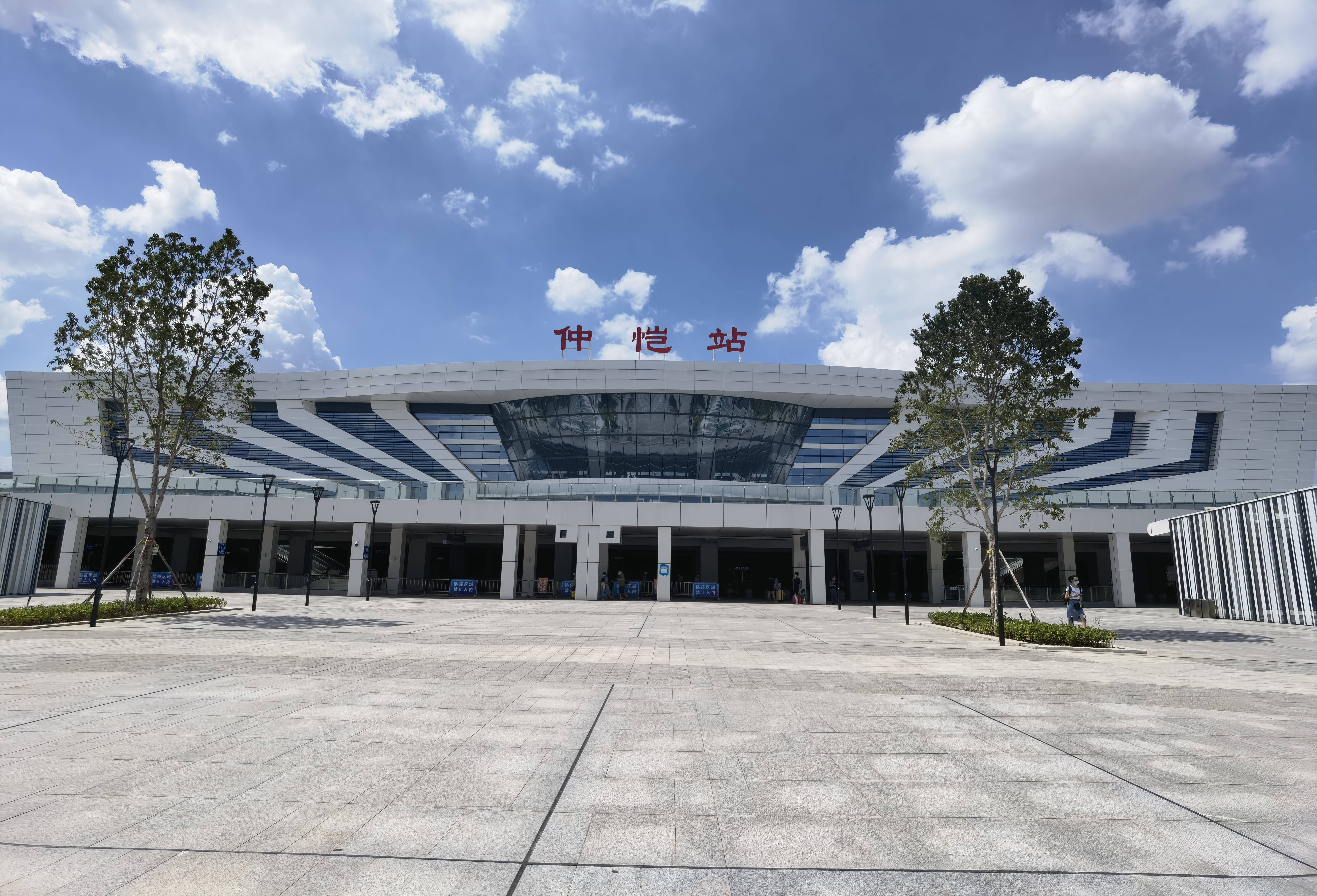
仲恺高铁站

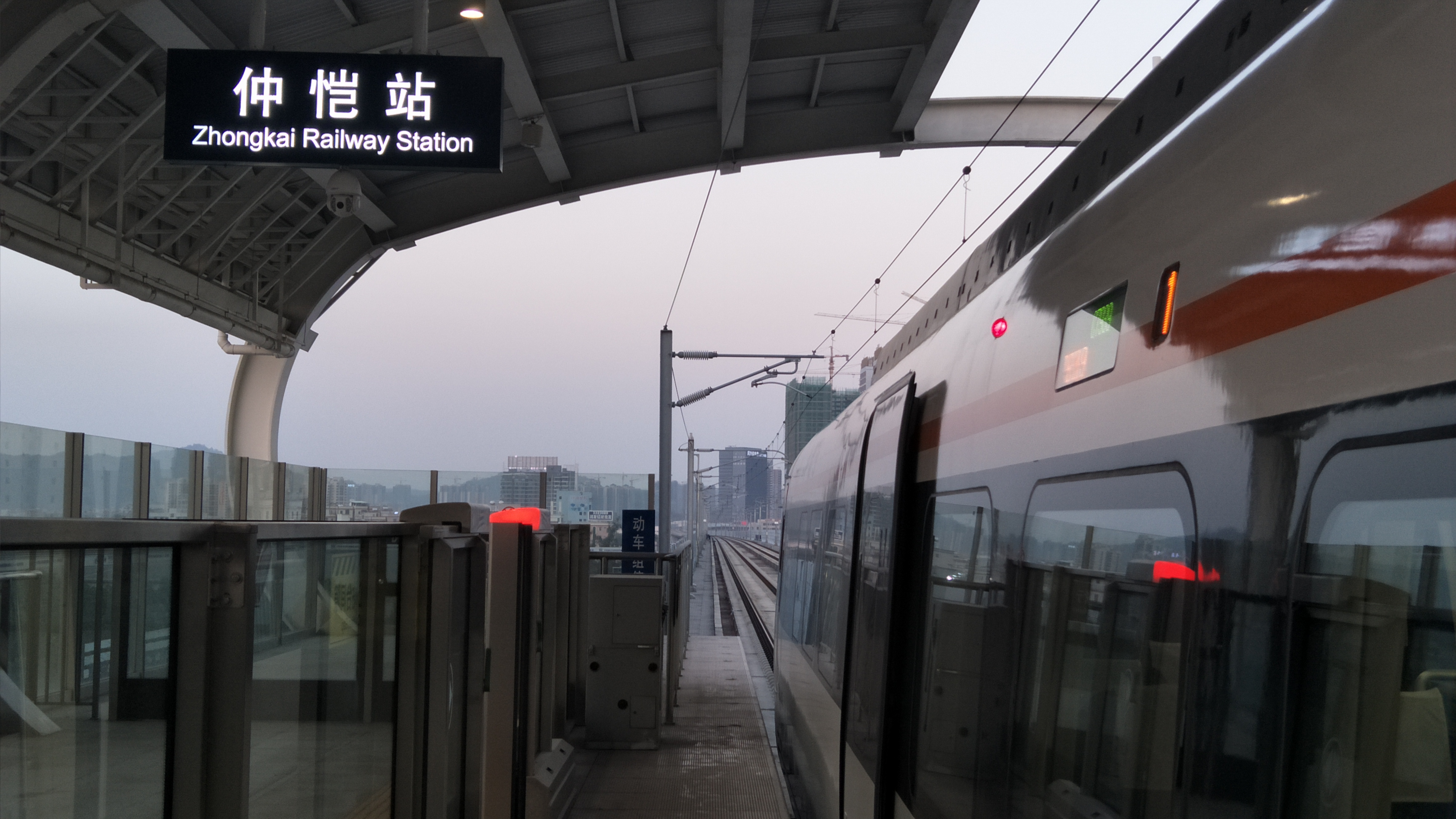
陈江南站月台

仲恺高新区位于惠州市西南面，处于深莞惠三市交界的几何中心，距离广州中心区约100公里、深圳中心区约60公里、香港中心区约100公里。

### 公路
仲恺高新区内有多条国道交汇： 长深高速（惠河高速S202）、 甬莞高速（潮莞高速S20）、 208国道、广龙高速S6，乘汽车至周边城市均在1小时内。此外还有广东省道S357以及在建的惠州四环南路快速路。

### 铁路
赣深高铁贯穿仲恺高新区而过，在区内设置了仲恺站
广惠城际铁路在仲恺高新区内设置了三站：
- 在沥林镇设置了沥林北站
- 在惠环街道设置了惠环站
- 在陈江街道设置了陈江南站（原名“仲恺站”，后为了和赣深高铁仲恺站区分而改名）